# Smarżowa
Smarżowa (do końca 1999 Smarzowa) – wieś w Polsce położona w województwie podkarpackim, w powiecie dębickim, w gminie Brzostek.
| SIMC    | Nazwa    | Rodzaj    |
| ------- | -------- | --------- |
| 0815021 | Kopaliny | część wsi |
| 0815038 | Podlesie | część wsi |

W latach 1975–1998 miejscowość administracyjnie należała do województwa tarnowskiego.

## Znane osoby związane z wsią
- Jakub Szela – przywódca rzezi galicyjskiej w 1846 roku.

## Zabytki
We wsi znajduje się zachowany dworek szlachecki dawniej w posiadaniu rodziny Boguszów – obecnie była siedziba ośrodka zdrowia.

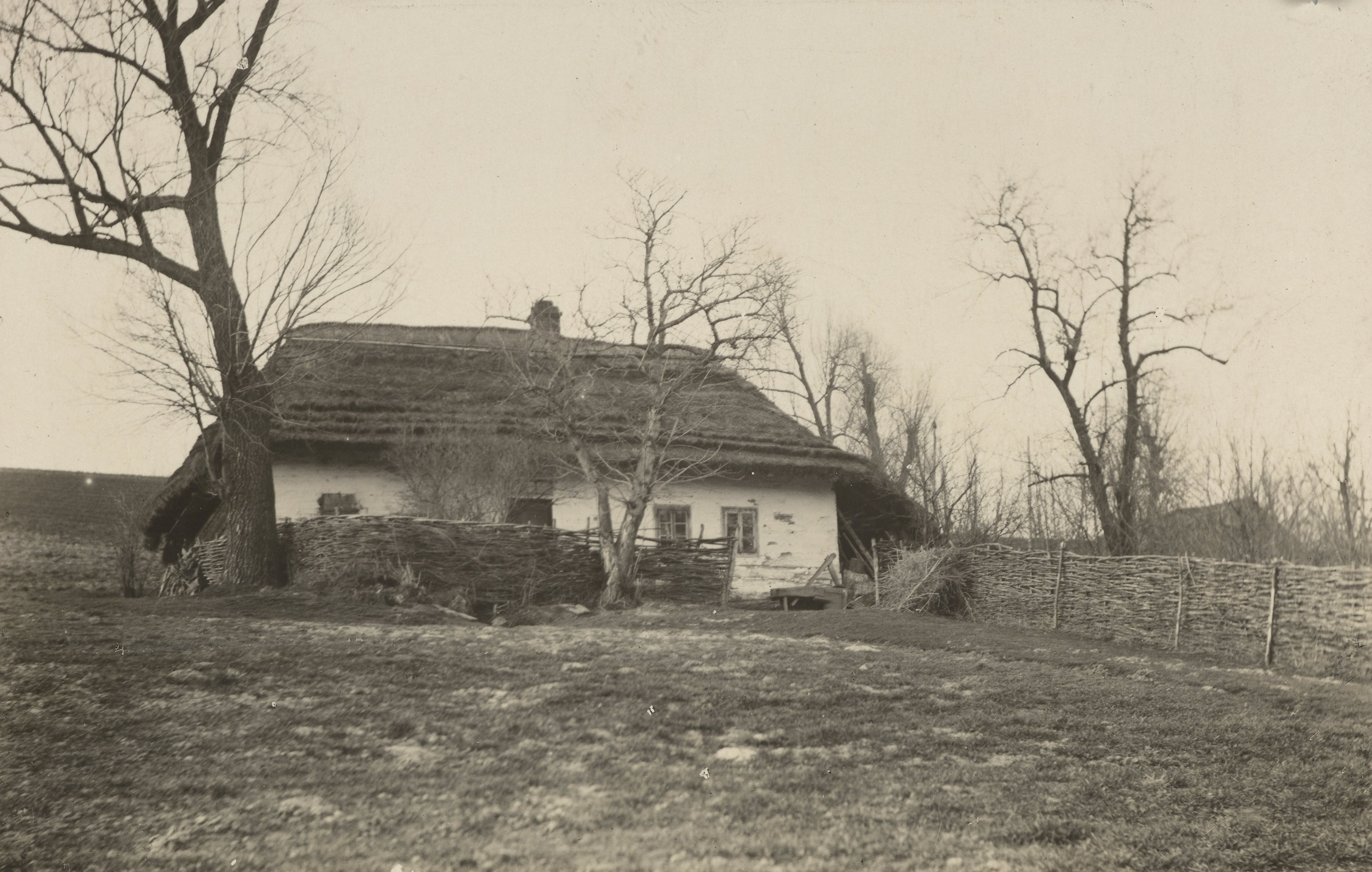
Chałupa Szelów